# Jane Johnson
Jane Johnson (n. 1960) es una novelista británica, autora de libros para niños y experta en la obra de J. R. R. Tolkien. Ha escrito con diversos pseudónimos, tales como Jude Fisher o Gabriel King.
De 1984 a 1992 fue la editora responsable de la línea de J. R. R. Tolkien en George Allen & Unwin, después en Unwin Hyman, y posteriormente en HarperCollins, donde también es directora editorial de ficción. Además es una conferenciante experta, y conduce un máster en nórdico antiguo de Islandia.
Como Jude Fisher ha publicado los álbumes de las películas (Visual Companions) de la trilogía de Peter Jackson basada en El Señor de los Anillos de J. R. R. Tolkien.

## Vida personal
Es muy aficionada a la escalada. Practicando ese deporte en Marruecos conoció a su marido en 2005, por lo que ahora mantiene su vida a caballo entre ese país y el Reino Unido. Tiene una gata de raza Bosque de Noruega llamada Finn.

### Como Jane Johnson
Para adultos:
- El décimo don: novela de aventuras publicada por Editorial Planeta en 2008.

### Como Jude Fisher
- El Señor de los Anillos: la Comunidad del Anillo. Álbum de la película (2001).
- El Señor de los Anillos: las dos torres. Álbum de la película (2002), con introducción a cargo de Viggo Mortensen.
- El Señor de los Anillos: el Retorno del Rey. Álbum de la película (2003).
- El Señor de los Anillos. Álbum de las películas (2004).

### Como Gabriel King
- The Wild Road (1998), con M. John Harrison.
- The Golden Cat (1999), con M. John Harrison.
- The Knot Garden (2000), con M. John Harrison.
- Nonesuch (2002), con M. John Harrison.